# Symphonie no 4 de Berwald
Pour les articles homonymes, voir Symphonie no 4.
Sinfonie naïve
La Symphonie no 4 en mi bémol majeur dite naïve est la dernière symphonie composée en 1845, par le suédois Franz Berwald.

## Mouvement
L'œuvre comprend quatre mouvements et son exécution demande environ une demi-heure :
1. Allegro risoluto
2. Adagio
3. Scherzo : Allegro molto
4. Finale: Allegro vivace

## Histoire
Elle est achevée en avril 1845, soit moins d'un mois après celle de sa troisième symphonie. Berwald voulut la faire jouer à Paris sous la direction de François Auber, mais cela ne put avoir lieu.
Comme pour les deuxième et troisième symphonies, la quatrième ne fut créée qu'après la mort du compositeur. Elle eut lieu à Stockholm le 9 avril 1878, dirigée par Ludvig Norman lors d'un concert donné pour le dixième anniversaire de sa mort.

## Analyse
Le sous-titre naïve, donné par le compositeur, était probablement dans le but de souligner la simplicité de la pièce, qui retourne à la structure classique à quatre mouvements, inutilisée depuis sa première symphonie.

### Allegro risoluto
Le premier mouvement, rapide, est de forme sonate.

### Adagio
Le second mouvement, lent, fait appel à la tonalité de ré majeur et utilise un thème déjà élaboré dans son poème symphonique de 1844 : Noces rustiques.

### Scherzo: Allegro molto
Le scherzo, entrecoupé d'un trio en mi bémol majeur, est en si bémol majeur.

### Finale: Allegro vivace
Le dernier mouvement, mouvement rapide est un rondo.

## Sources
- Notes d'Alain Cochard dans le livret Naxos 8.553052